# Доње Лесковице
Доње Лесковице је насељено место града Ваљева у Колубарском округу. Према попису из 2022. било је 327 становника.

## Демографија
У насељу Доње Лесковице живи 495 пунолетних становника, а просечна старост становништва износи 44,9 година (43,6 код мушкараца и 46,3 код жена). У насељу има 176 домаћинстава, а просечан број чланова по домаћинству је 3,39.
Ово насеље је у потпуности насељено Србима (према попису из 2002. године), а у последња три пописа, примећен је пад у броју становника.
|  |

| Демографија | Демографија | Демографија |
| Година      | Становника  | Становника  |
| ----------- | ----------- | ----------- |
| 1948.       | 1.132       |             |
| 1953.       | 1.119       |             |
| 1961.       | 1.071       |             |
| 1971.       | 933         |             |
| 1981.       | 805         |             |
| 1991.       | 692         | 692         |
| 2002.       | 597         | 599         |

| Етнички састав према попису из 2002.‍ | Етнички састав према попису из 2002.‍ | Етнички састав према попису из 2002.‍ | Етнички састав према попису из 2002.‍ | Етнички састав према попису из 2002.‍ |
| ------------------------------------ | ------------------------------------ | ------------------------------------ | ------------------------------------ | ------------------------------------ |
|                                      |                                      |                                      |                                      |                                      |
| Срби                                 | Срби                                 |                                      | 597                                  | 100,0%                               |
| непознато                            | непознато                            |                                      | 0                                    | 0,0%                                 |

| Година пописа     | 1948. | 1953. | 1961. | 1971. | 1981. | 1991. | 2002. |
| ----------------- | ----- | ----- | ----- | ----- | ----- | ----- | ----- |
| Број домаћинстава | 194   | 204   | 218   | 208   | 205   | 195   | 176   |

| Број чланова      | 1  | 2  | 3  | 4  | 5  | 6  | 7 | 8 | 9 | 10 и више | Просек |
| ----------------- | -- | -- | -- | -- | -- | -- | - | - | - | --------- | ------ |
| Број домаћинстава | 40 | 40 | 23 | 23 | 10 | 27 | 7 | 2 | 2 | 2         | 3,39   |

| Пол    | Укупно | Неожењен/Неудата | Ожењен/Удата | Удовац/Удовица | Разведен/Разведена | Непознато |
| ------ | ------ | ---------------- | ------------ | -------------- | ------------------ | --------- |
| Мушки  | 262    | 73               | 165          | 20             | 4                  | 0         |
| Женски | 248    | 33               | 165          | 46             | 2                  | 2         |
| УКУПНО | 510    | 106              | 330          | 66             | 6                  | 2         |

| Пол    | Укупно                    | Пољопривреда, лов и шумарство | Рибарство                            | Вађење руде и камена | Прерађивачка индустрија       |
| ------ | ------------------------- | ----------------------------- | ------------------------------------ | -------------------- | ----------------------------- |
| Мушки  | 188                       | 147                           | 0                                    | 0                    | 10                            |
| Женски | 105                       | 91                            | 0                                    | 0                    | 6                             |
| УКУПНО | 293                       | 238                           | 0                                    | 0                    | 16                            |
| Пол    | Производња и снабдевање   | Грађевинарство                | Трговина                             | Хотели и ресторани   | Саобраћај, складиштење и везе |
| Мушки  | 1                         | 5                             | 6                                    | 1                    | 5                             |
| Женски | 0                         | 0                             | 3                                    | 0                    | 0                             |
| УКУПНО | 1                         | 5                             | 9                                    | 1                    | 5                             |
| Пол    | Финансијско посредовање   | Некретнине                    | Државна управа и одбрана             | Образовање           | Здравствени и социјални рад   |
| Мушки  | 0                         | 0                             | 3                                    | 6                    | 1                             |
| Женски | 0                         | 0                             | 1                                    | 3                    | 1                             |
| УКУПНО | 0                         | 0                             | 4                                    | 9                    | 2                             |
| Пол    | Остале услужне активности | Приватна домаћинства          | Екстериторијалне организације и тела | Непознато            | Непознато                     |
| Мушки  | 1                         | 0                             | 0                                    | 2                    | 2                             |
| Женски | 0                         | 0                             | 0                                    | 0                    | 0                             |
| УКУПНО | 1                         | 0                             | 0                                    | 2                    | 2                             |

## Галерија
- Зимски пејзаж села
- Зимски пејзаж села са погледом на обронке Маљена
- Поглед према долини реке Забава
- Доње Лесковице - панорама
- Доње Лесковице - панорама
- Доње Лесковице - панорама
- Доње Лесковице - панорама
- Доње Лесковице - панорама
- Доње Лесковице - панорама